# Miss Excel
Miss Excel, de son vrai nom Kat Norton, née le 17 janvier 1994, est une vidéaste web qui se fait connaître sur TikTok pour ses vidéos de vulgarisation du logiciel Microsoft Excel.

## Biographie
Après avoir obtenu un Master of Business Administration, en 2016, elle est embauchée par une banque américaine, Protiviti (en), comme consultante en gestion. Elle remarque alors les difficultés rencontrées par ses collègues dans l'utilisation des logiciels de tableur et commence à les former. 
Alors qu'elle vit chez ses parents, au moment du confinement lié à la pandémie de Covid-19, en mars 2020, elle décide de créer un compte, nommé Miss Excel, sur TikTok. Elle est alors en difficulté financières et accumule les dettes étudiantes. En juin 2020, elle publie ses premières vidéos, très différentes des concepts habituels sur le réseau. Dans celles-ci, elle se filme en train de danser, tout en expliquant les notions techniques de l'utilisation des logiciels de tableur. Le succès arrive très vite : sa quatrième vidéo totalise déjà 100 000 vues et elle atteint les 3,6 millions en trois semaines. Elle ouvre ensuite un compte sur Instagram.
En juin 2020, elle comptabilise plus de 100 000 abonnés sur TikTok. À l'automne 2020, elle se lance dans la vente de cours rémunérés sur la plateforme Thinkific, coûtant de 40 à 950 euros, pour apprendre à utiliser Excel,. En novembre 2020, les revenus liés à ses activités numériques dépassent ceux de son poste de consultante. En janvier 2021, elle quitte son emploi pour devenir entrepreneuse à temps plein.
Elle gagnerait 150 000 dollars par mois grâce à ses activités en ligne, soit 2 millions par an. En octobre 2021, elle annonce avoir gagné 100 000 dollars en un seul jour. Son partenaire démissionne lui aussi de son travail de vendeur pour devenir le directeur financier de son entreprise.

## Distinctions
- 2021 : Microsoft Most Valuable Professional[10],[9]
- 2021 : Forbes Top Social Media Influencers of 2021[11],[9]

## Vie privée
Norton vit à Long Island à New York. Elle est en couple avec Mike Golub. Avec ses revenus, elle se met à travailler à temps partiel, achète une maison à Sedona, en Arizona, et a offert à sa mère suffisamment pour qu'elle puisse prendre sa retraite. 
Elle déclare ne passer que quatre heures par jour à travailler, le reste étant dédié à la méditation ou aux activités de plein air,.